# Abdij Rott am Inn
De Sint Marinus en Anianusabdij van Rott (Lat.: abbatia ss. Marinus Episcopus , & Anianus ejus Diaconus Patroni Rottenfes) was een benedictijnerabdij in Rott am Inn.

## Geschiedenis
Op de linkeroever van de Inn bij Rosenheim stichtte paltsgraaf Kuno van Rott tussen 1081 en 1085 een klooster. De graven van Wasserburg oefenden de voogdij uit. Het klooster bezat veel goederen in het Beierse Wald.
Rond 1600 verloor de abdij haar wereldlijke zelfstandigheid en kwam het onder het gezag van het hertogdom Beieren. Tijdens de Dertigjarige Oorlog had het klooster veel te leiden. Het klooster werd in 1803 geseculariseerd.

## Abdijkerk
In 1763 werd een nieuwe kerk voltooid, en zoals de abdij gewijd aan St. Marinus, bisschop en Anianus. Het waardevolle interieur van de abdijkerk is uitgevoerd in late barok, met hoogstaande toepassingen van stucwerk en frescoschilderwerk. Het hoogaltaar is toegeschreven aan meester beeldhouwer Ignaz Günther.

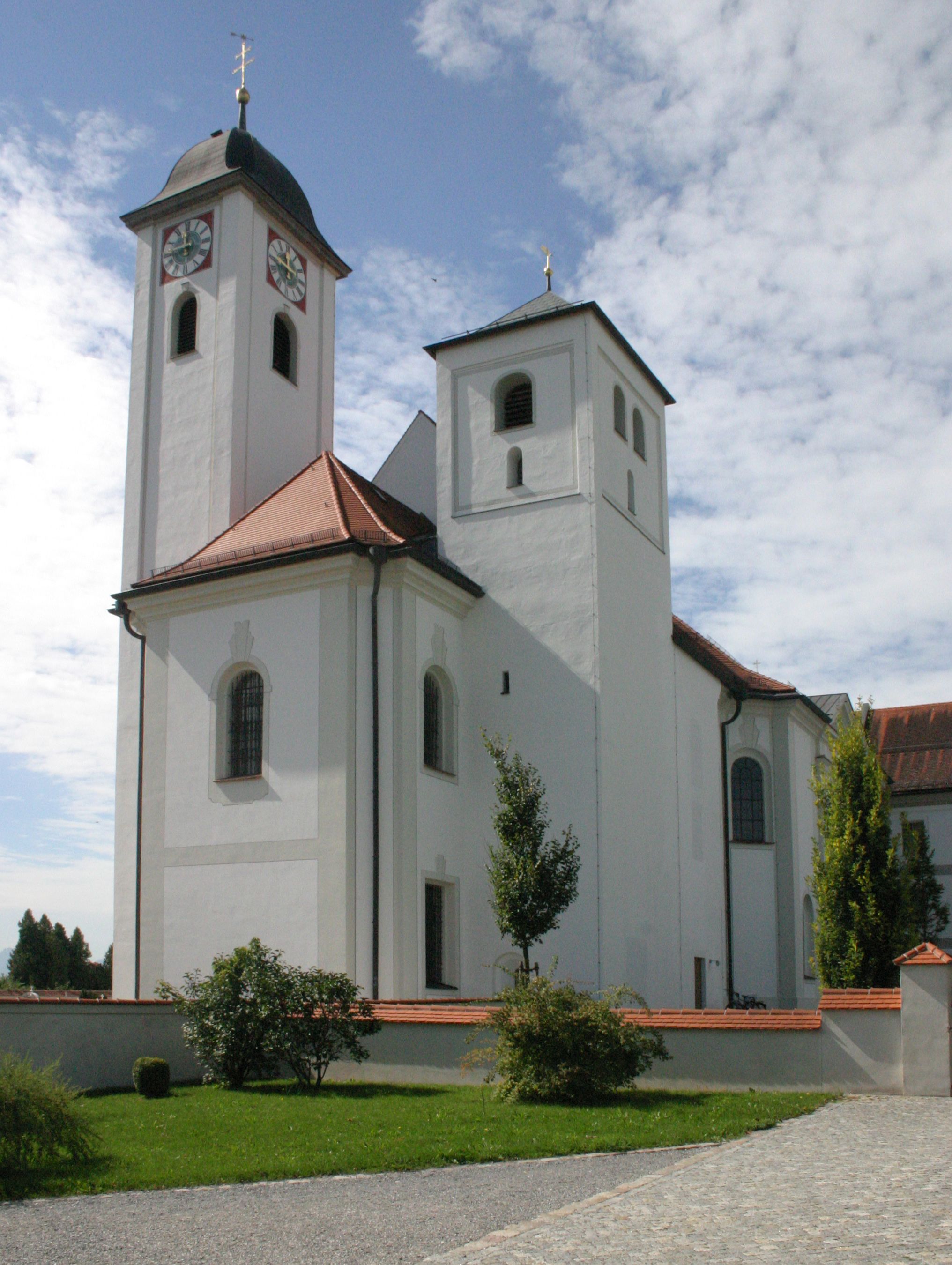
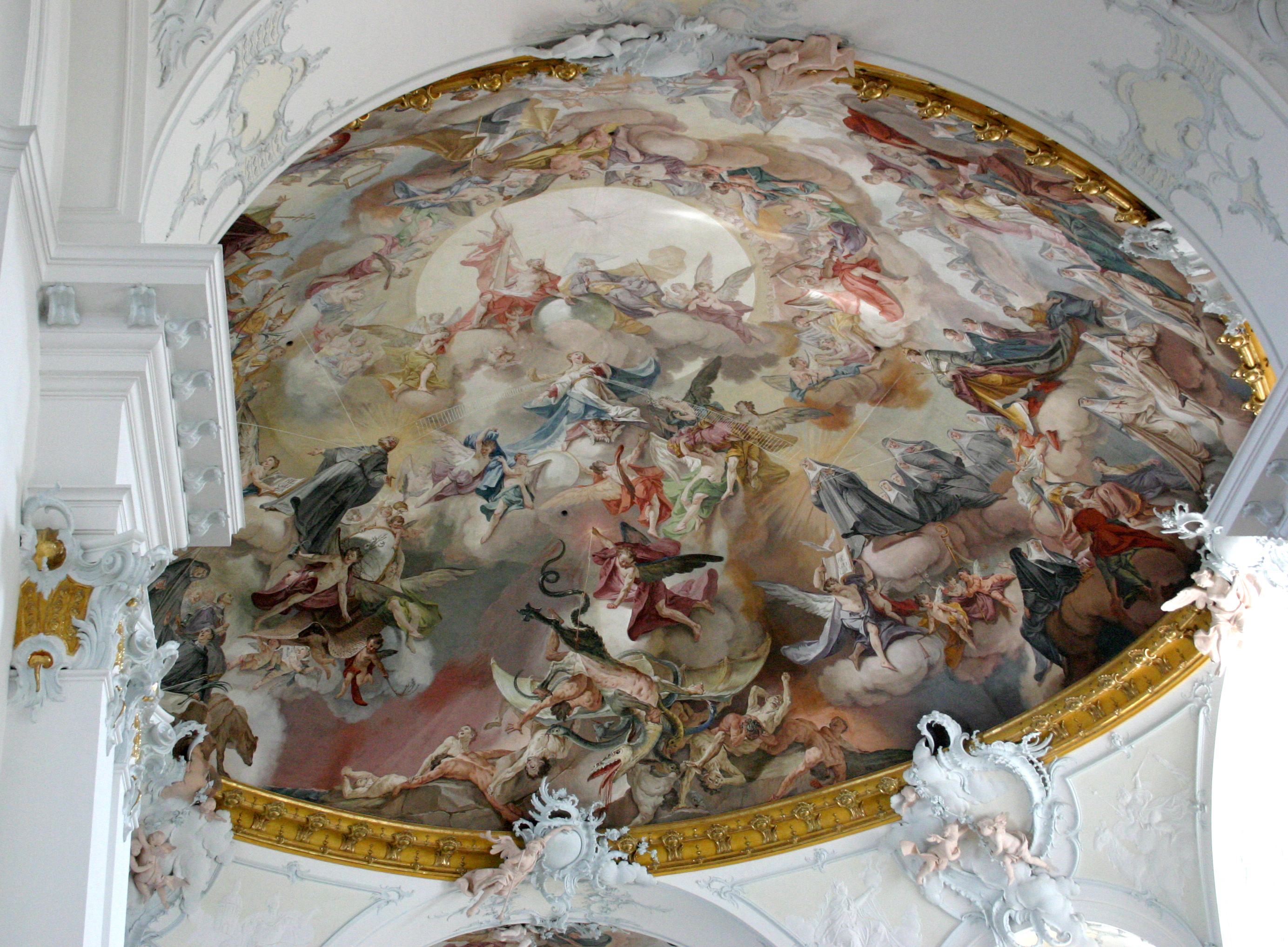
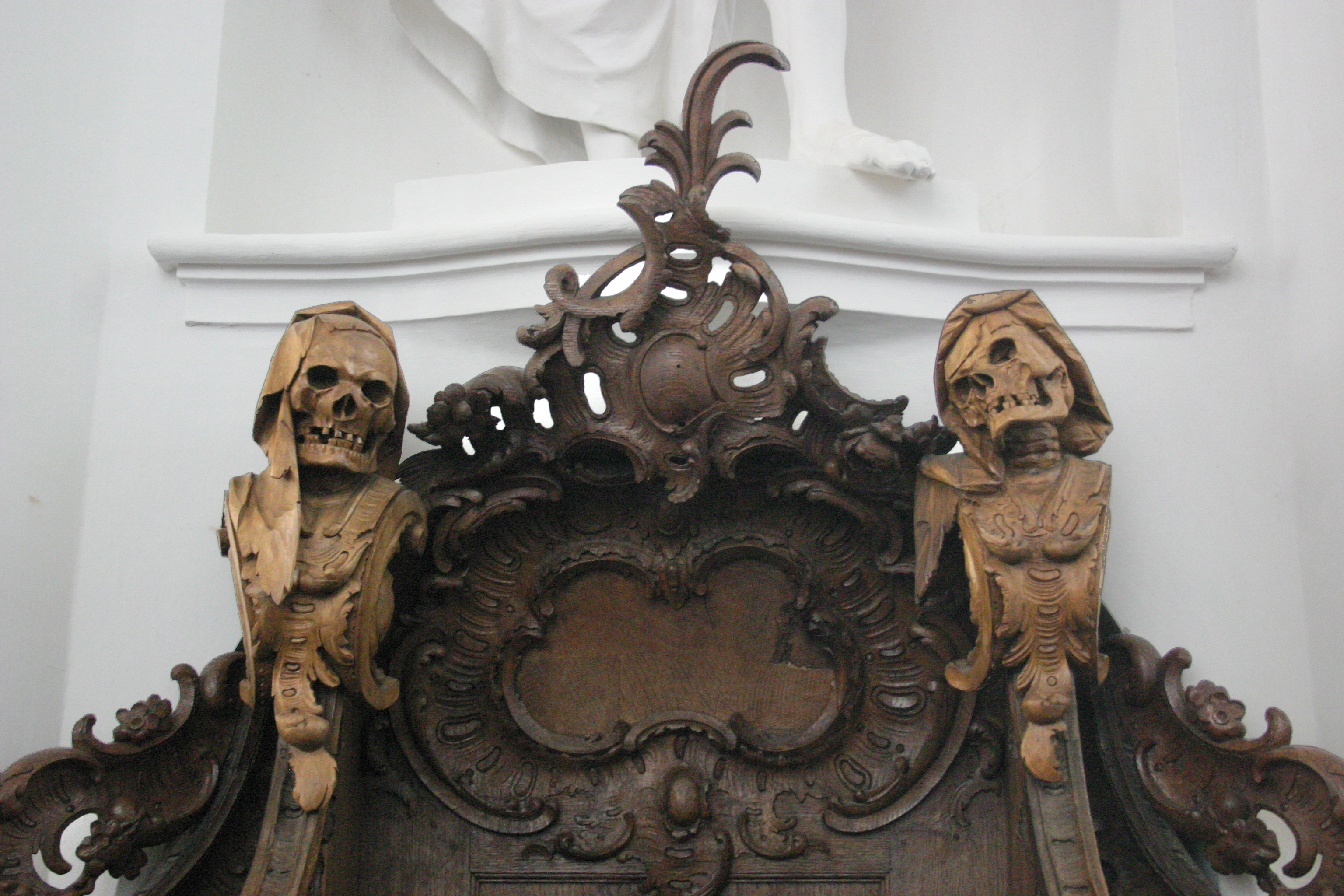
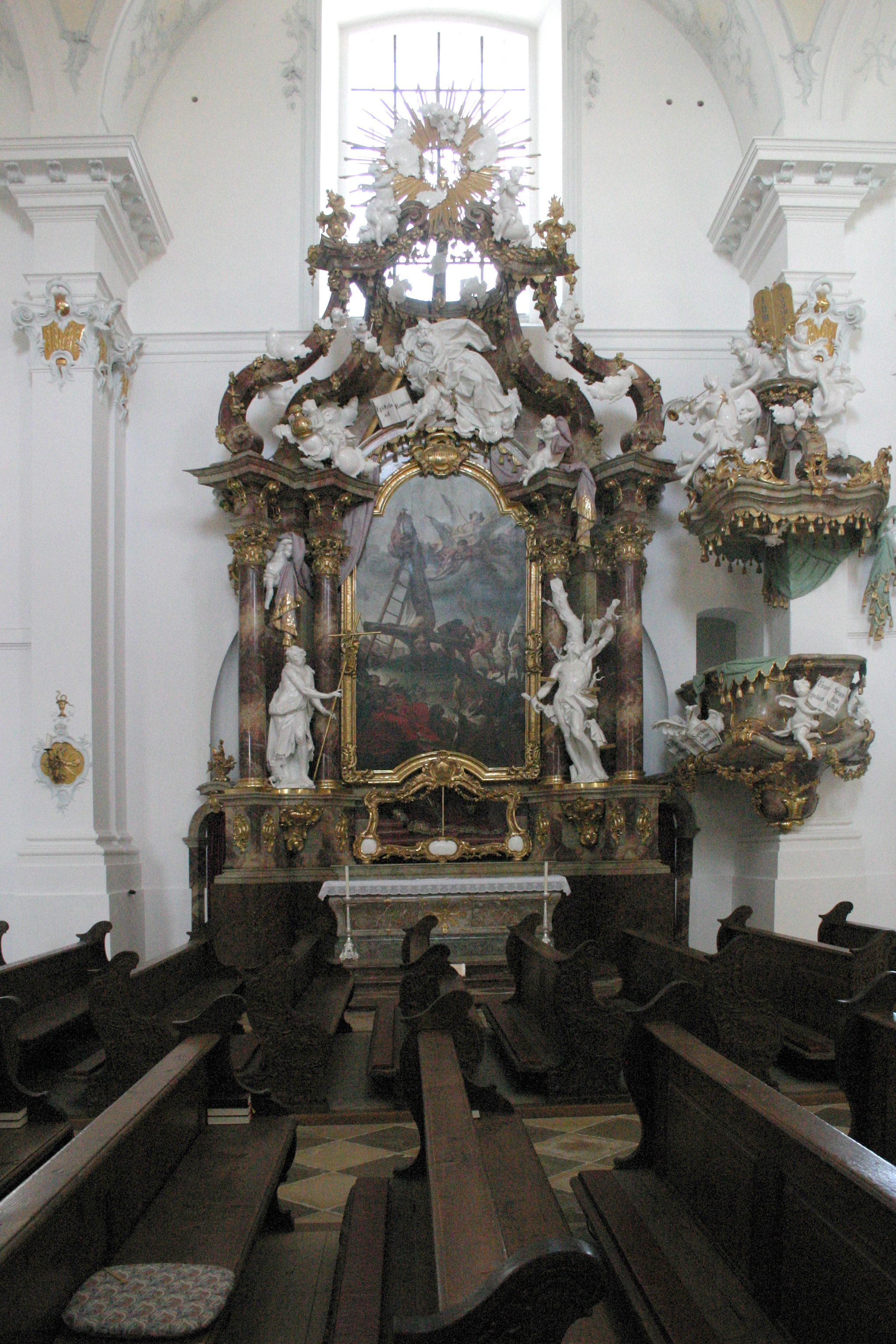
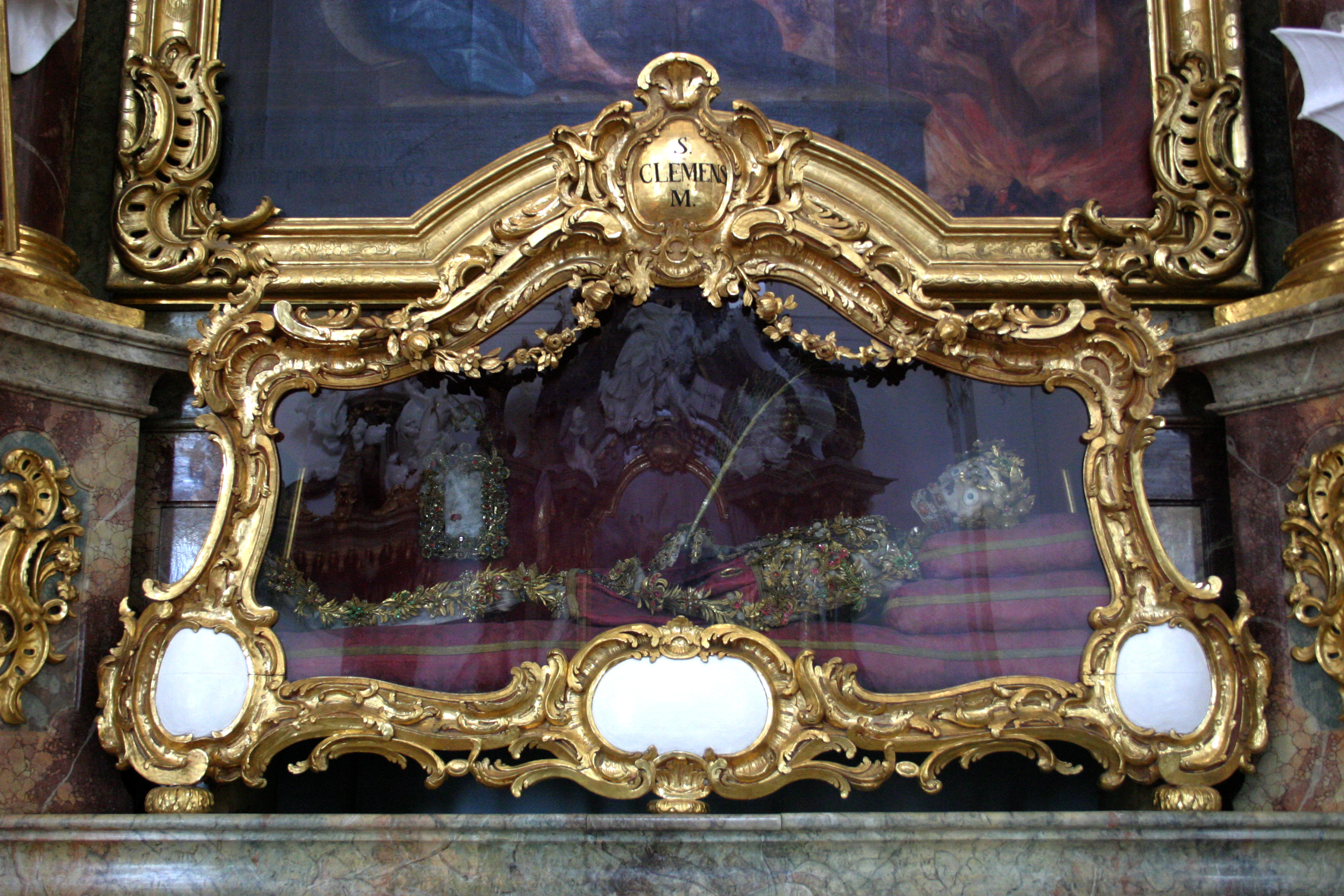